# Charlie Says
Charlie Says ist ein Kriminalfilm von Mary Harron, der im September 2018 im Rahmen der Filmfestspiele von Venedig seine Weltpremiere feierte und am 10. Mai 2019 in ausgewählte US-Kinos kam. Im Zentrum der Filmbiografie stehen die drei Charles-Manson-Anhängerinnen Leslie Van Houten, Patricia Krenwinkel und Susan Atkins.

## Handlung
Susan Atkins, Patricia Krenwinkel und Leslie Van Houten sitzen zu Beginn des Films in einem Gefängnis im Staat Kalifornien. Als Anhängerinnen der Manson Family sind sie im Zuge der Tate-Morde zur Todesstrafe verurteilt worden. Später wird das Urteil aufgrund einer Gesetzesänderung zu lebenslanger Haft umgewandelt.
Die Kriminologin und Menschenrechtlerin Karlene Faith will den drei Frauen ihre Bluttaten begreiflich machen und ihnen helfen, sich vom Einfluss Charles Mansons zu befreien. Obwohl nicht jeder Verständnis für Faiths Arbeit aufbringt, da viele in den drei Frauen nichts anderes als herzlose Mörderinnen sehen, beginnt sie mit gemeinsamen Sitzungen.
In Rückblenden rekapitulieren die drei Frauen ihre gemeinsame Zeit mit „Charlie“, den sie nach wie vor als eine Art Messias wahrnehmen, obwohl sie ihn bereits seit drei Jahren nicht mehr zu Gesicht bekommen haben. Für den Zuschauer werden Mansons manipulative Taktiken rasch offenbar: Mit seinem Charisma und Charme kokettierend, findet Manson die Schwächen seiner „Familienmitglieder“ heraus und gaukelt ihnen Liebe und Verständnis vor. Zugleich isoliert er die jungen Männer und Frauen seiner „Familie“ von ihren wahren Familien, macht sie mit Drogen und Sex gefügig und impft ihnen systematisch seine kruden Verschwörungstheorien ein. Stellt ein Mitglied seiner Manson-Family ihn infrage, reagiert er mit Aggression und Einschüchterung. Auch sonst führt Manson seine „Familie“ mit harter Hand: So schlägt er „Sadie“ wegen einer schnippischen Antwort beim gemeinsamen Abendessen vor allen Anwesenden zusammen und befiehlt ihr anschließend, sich in die Küche zu entfernen. An anderer Stelle zerrt er die verstörte Leslie, der er – wie allen Mitgliedern der „Familie“ – mit „Lulu“ einen neuen Namen gegeben hat, zu einer Schlucht und sagt ihr, sie solle sich hinunterstürzen, wenn sie plane, ihn zu verlassen.
Faiths Arbeit kommt jedoch nur langsam voran. Keine der drei Gefangenen scheint gewillt zu sein, das über viele Jahre entstandene Bild des liebenswürdigen „Charlie“ kritisch zu reflektieren, geschweige denn sich von ihm loszusagen. Auf Faiths Fragen antworten die Mädchen wiederholt mit den Worten „Charlie sagt...“ (Original: „Charlie says...“), was deutlich macht, wie sehr die jungen Frauen auch jetzt noch unter dem Einfluss ihres Gurus stehen und es gar nicht mehr gewohnt sind, für sich selbst zu denken oder zu sprechen. So berichten die Frauen Faith im Brustton der Überzeugung, dass ihnen eines Tages Flügel wachsen und sie sich in Elfen verwandeln würden – schließlich habe Charlie es ihnen so gesagt. Aus Protest über Mansons Gefangenschaft rasieren sich alle drei Frauen kurz danach eine Glatze. Immer noch weigern sich die Frauen jedoch, Schuld und Verantwortung für ihre Taten zu übernehmen.
Faith wird klar, dass sie nur eine Chance hat, den Teufelskreis von Mansons Gehirnwäsche zu durchbrechen, wenn sie den Frauen den Horror ihrer Tat begreiflich macht.
Sie beginnt den drei Frauen Originalaufnahmen von Sharon Tate zu zeigen und sie mit den Ungereimtheiten in Mansons Aussagen zu konfrontieren. Doch erst die Erinnerung an die Mordtat an Leno und Rosemary LaBianca bringt Leslie zur Einsicht: Sie gesteht, nicht zu wissen, warum sie den Mord verübt hat und sieht die Sinnlosigkeit ihrer Bluttat ein. Zum ersten Mal besteht sie darauf, nicht mehr länger mit „Lulu“, sondern mit ihrem richtigen Namen angesprochen zu werden. Auch Patricia („Katie“) kommen die Tränen, während Susan („Sadie“) mit ausdrucksloser Miene im Hintergrund verweilt.
Das Ende zeigt die das Gefängnisgelände verlassende Karlene Faith und die drei Frauen in ihren jeweiligen Zellen und schildert in einer kurzen Texteinblebende ihren weiteren Werdegang.
Der Film endet mit einem Phantasietraum Leslies, in dem sie sich vorstellt, wie sie Manson entkommt: Sie nimmt das Angebot ihres One-Night-Stands, die Manson-Family zu verlassen, an (in Wirklichkeit hatte sie es ausgeschlagen), setzt sich auf sein Motorrad und fährt mit ihm in den Sonnenuntergang. Manson bleibt auf der Straße hinter ihnen zurück und blickt ihnen wortlos nach.

## Biografisches
Leslie Van Houten war 1969 an einer Mordserie im Auftrag des Sektenführers Charles Manson beteiligt, so nachweislich an der Ermordung des Geschäftsmanns Leno LaBianca und dessen Ehefrau. Nachdem Van Houten mit anderen Mitgliedern der Manson-Family im Oktober 1969 wegen Autodiebstahls in Haft kam, brüstete sie sich mit den von ihnen begangenen Morden, woraufhin im Juli 1970 der erste große Manson-Prozess begann. Das Verfahren geriet zum Spektakel. Auf Mansons Anweisung hin erhob sich während der Gerichtsverhandlungen Van Houten ebenso wie die Manson-Anhängerinnen Susan Atkins und Patricia Krenwinkel und kreischten hysterisch. Nachdem Manson sich den Kopf geschoren hatte, taten die jungen Frauen dasselbe. Auch als er sich ein Kreuz in die Stirn ritzte. Für ihre Tat wurden Van Houten und Krenwinkel 1971 zum Tode verurteilt. Die Todesstrafe wurde 1972 in Kalifornien allerdings für kurze Zeit außer Kraft gesetzt und die Strafen daraufhin in lebenslange Haft umgewandelt. Während die jungen Frauen während des Prozesses noch zu Manson hielten, den sie als „Jesus Christus“ verehrten, gingen sie später zu ihm auf Distanz und bedauerten ihre Taten. Im Januar 2019 empfahl eine Bewährungskommission im US-Bundesstaat Kalifornien die Freilassung der 69-jährigen Leslie Van Houten. Seit 2016 hat sich das Komitee damit zum dritten Mal für ihre Haftentlassung ausgesprochen.
Reginald Harkema verarbeitete bereits in dem kanadischen Thriller Leslie, My Name Is Evil aus dem Jahr 2009 die Taten und die anschließende Gerichtsverhandlung von Van Houten.

## Produktion

### Literarische Vorlage und Stab

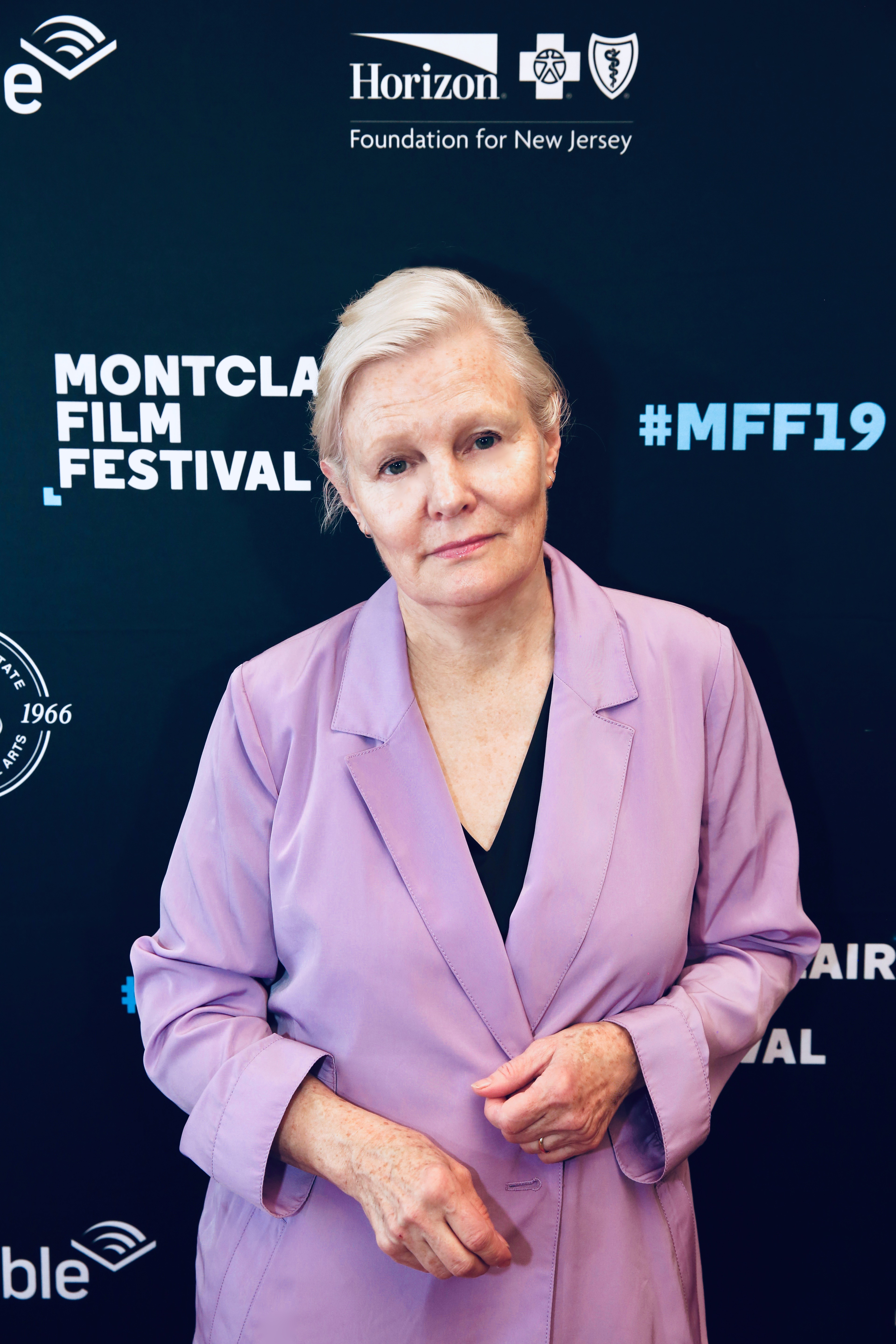
Regisseurin Mary Harron bei der Vorstellung des Films beim Montclaire Film Festival im Mai 2019

Der Film basiert teilweise auf dem Buch The Long Prison Journey of Leslie Van Houten: Life Beyond the Cult von Karlene Faith. Die Erben der im Mai 2017 verstorbenen kanadische Schriftstellerin, Feministin und Menschenrechtsaktivistin veröffentlichten das Buch posthum Mitte April 2019 bei Amazon.
Das Drehbuch für Charlie Says wurde von Guinevere Turner geschrieben. Regie führte Mary Harron. Produziert wurde der Film von Cindi Rice, Jeremy M. Rosen und John Frank Rosenblum.

### Besetzung und Dreharbeiten
Hannah Murray übernahm im Film die Rolle von Van Houten. Ihre Mittäterinnen und späteren Mitangeklagten Patricia Krenwinkel und Susan Atkins werden von Sosie Bacon und Marianne Rendón gespielt. Matt Smith verkörpert Charles Manson, Grace Van Dien spielt das weitere Mordopfer Sharon Tate.
Die Dreharbeiten fanden in Santa Clarita und in Los Angeles statt, wo 1969 die Ermordung des Geschäftsmanns Leno LaBianca und dessen Ehefrau stattfand.

### Veröffentlichung
Der Film feierte am 2. September 2018 bei den Filmfestspielen von Venedig in der Sektion Orizzonti seine Weltpremiere. Anfang Mai 2019 wurde der Film beim Tribeca Film Festival gezeigt. IFC Films brachte Charlie Says am 10. Mai 2019 in ausgewählte US-Kinos. Im September 2019 wurde er beim Fantasy Filmfest und beim Festival des amerikanischen Films in Deauville gezeigt. Anfang Februar 2020 wurde er im Rahmen des Final Girls Berlin Film Festivals vorgestellt.
In Deutschland wurde er am 24. Oktober 2019 auf DVD und  Blu-ray Disc veröffentlicht und am 28. Januar 2023 auf One erstmals im Fernsehen gezeigt.

## Rezeption

### Altersfreigabe und Kritiken
In den USA erhielt der Film von der MPAA ein R-Rating, was einer Freigabe ab 17 Jahren entspricht. In Deutschland wurde der Film von der FSK ab 16 Jahren freigegeben.
Insgesamt stieß der Film bei den Kritikern auf geteiltes Echo. Die Redaktion des Lexikon des internationalen Films vergab zwei von fünf Sternen und bemängelte, dass „die Frauenfiguren […] in den Rückblicken hinter der Dämonie von Manson […] zu verschwinden [drohen].“

### Auszeichnungen
Internationale Filmfestspiele von Venedig 2018
- Nominierung für den Venice Horizons Award (Mary Harron)